# Plac Zamkowy w Lublinie
Plac Zamkowy (pierwotnie pl. Zebrań Ludowych) – plac położony na terenie dzielnicy administracyjnej Stare Miasto w Lublinie, u stóp Wzgórza Zamkowego, poniżej Wzgórza Staromiejskiego.
Plac jest położony na podmokłych terenach, na których do 1942–1943 rozpościerała się lubelska dzielnica żydowska. Powstał on w 1954, pierwotnie służył jako reprezentacyjna przestrzeń publiczna, miejsce organizowania wydarzeń.

## Historia
Od XVI w. do 1942–1943 w miejscu placu Zamkowego znajdowały się zabudowania dzielnicy żydowskiej. U wlotu ul. Kowalskiej zaczynała się ul. Szeroka, główna ulica żydowskiego Lublina. W latach 1942–1943 wszystkie te budynki zostały wyburzone.
13 stycznia 1954 Rada Ministrów PRL podjęła decyzję o zorganizowaniu w Lublinie X-lecia PKWN i uporządkowaniu tej części Podzamcza. Prace rozpoczęto w lutym; planowano je zakończyć 22 lipca. Polegały one na remoncie zamku, przetrasowaniu Wzgórza Zamkowego, wybudowaniu schodów prowadzących na zamek, płyty placu i rzędu kamienic otaczających plac od zachodu. Tak pisano o pracy załogi budowlanej:

Zaraz po przyjeździe stoczyła ona dramatyczną walkę z bagniskiem głębokości ośmiu metrów. Lubelska Starówka właściwie nie stoi, lecz pływa na żelbetowej płycie zanurzonej w torfowisku. Wpakowali w tę płytę 7 pociągów towarowych cementu (…), 2 pociągi żwiru i 150 ton żelaza

Głównym projektantem placu był architekt Jerzy Brabander, a pomysłodawcą schodów był Bolesław Bierut. Prace budowlane sfotografował Edward Hartwig. Plac oddano do użytku 1 maja 1954.
Po 1973 rozpoczęto budowę al. Tysiąclecia, którą przeprowadzono bezpośrednio na północ od placu. Po jej drugiej stronie zorganizowano dworzec autobusowy, wyprowadzony z hal ustawionych na placu w 1954. 25 kwietnia 1991 Rada Miasta Lublin zmieniła uchwałą nazwę placu Zebrań Ludowych na plac Zamkowy.

## Plan i zabudowa

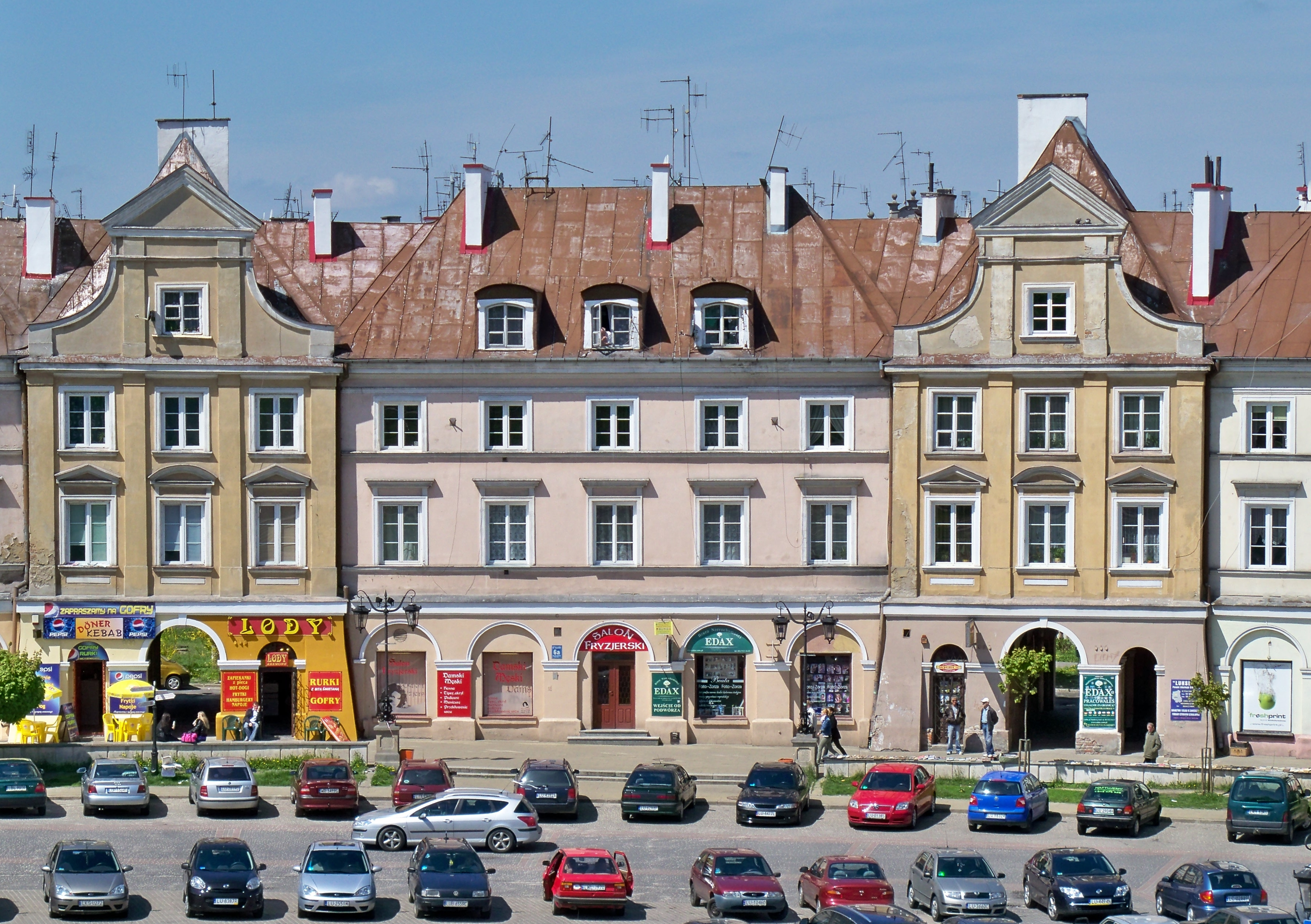
Fragment zachodniej pierzei placu, 2011

Projektant nawiązał do barokowych założeń eliptycznych, a także do XVIII-wiecznej moskiewskiej koncepcji placu Festynów Ludowych. Plac ma plan owalny o kompozycji otwartej. Od strony zachodniej zamyka go łuk dziesięciu socrealistycznych budynków mieszkalnych Zjednoczenia Osiedli Robotniczych „Podzamcze”, a od strony wschodniej – zbocze Wzgórza Zamkowego.
Dziewięć kamienic wzniesionych na zachód od placu ma 3, a dziesiąta – 4 kondygnacje. Licząc od strony ul. Kowalskiej, budynki 1, 3, 5, 7, 9 i 10 są 5-osiowe, a budynki 2, 4, 6 i 8 – 3-osiowie. Wszystkie kamienice w pierwszej kondygnacji mają arkady. Ostatnia, najbliższa al. Tysiąclecia, ma portyk i balkon z balasową balustradą.
Po stronie wschodniej na Wzgórze Zamkowe wspinają się monumentalne, szerokie schody z pięcioma podestami. Wzdłuż schodów zbudowano balasowe balustrady, na których ustawiono dziesięć pojedynczych latarń. U dołu schodów, a także wzdłuż bocznych zejść z podestów, postawiono murki terenowe. Na murkach u dołu schodów znajduje się sześć podwójnych, kandelabrowych latarń. Schody wykonano z granitu strzegomskiego, a elementy dekoracyjne – z piaskowca.

## Funkcja placu
Plac miał pełnić funkcje reprezentacyjne, a widownią dla wydarzeń organizowanych na placu miały być monumentalne schody. W 1995 wojewódzki konserwator zabytków w postanowieniu stwierdził: „podstawowa funkcja placu jako wewnętrzna, ogólnie dostępna przestrzeń miejska. Parkingowa funkcja placu jest funkcją dodatkową. Ruch pieszy i kołowy powinien być traktowany równorzędnie”. Konserwator wyliczył zastosowanie przestrzeni placu i jego okolic: „punkt ekspozycji Starego Miasta, Zamku i Wzgórza Zamkowego; okazjonalne organizowanie dużych zebrań publicznych; turystyczno-rekreacyjne funkcje terenów zielonych na stoku Wzgórza Zamkowego, intensywny ruch pieszy”. Na placu Zamkowym organizuje się imprezy, jednak głównie służy on jako parking.

## Pomniki i upamiętnienia
W 1986 po prawej stronie schodów prowadzących na zamek postawiono obelisk z tablicą przedstawiającą plan najstarszej części dzielnicy. W latach 90. we frontową ścianę kamienicy stojącej najbliżej al. Tysiąclecia wmurowano tablicę upamiętniającą Jakuba Izaaka Horowica (Widzącego z Lublina), który mieszkał przy ul. Szerokiej. W 1995 naprzeciwko tej kamienicy postawiono „Symbol Lwowa”, rzeźbę lwa upamiętniającą obrońców Lwowa z 1918 roku. Jest to kopia rzeźby znajdującej się na Cmentarzu Łyczakowskim. W 2003 obok kładki, po której przebiega ulica Zamkowa, umieszczono pomnik pamięci żołnierzy AK-WiN ze zgrupowania mjr. Hieronima Dekutowskiego ps. „Zapora”.